# Шорка

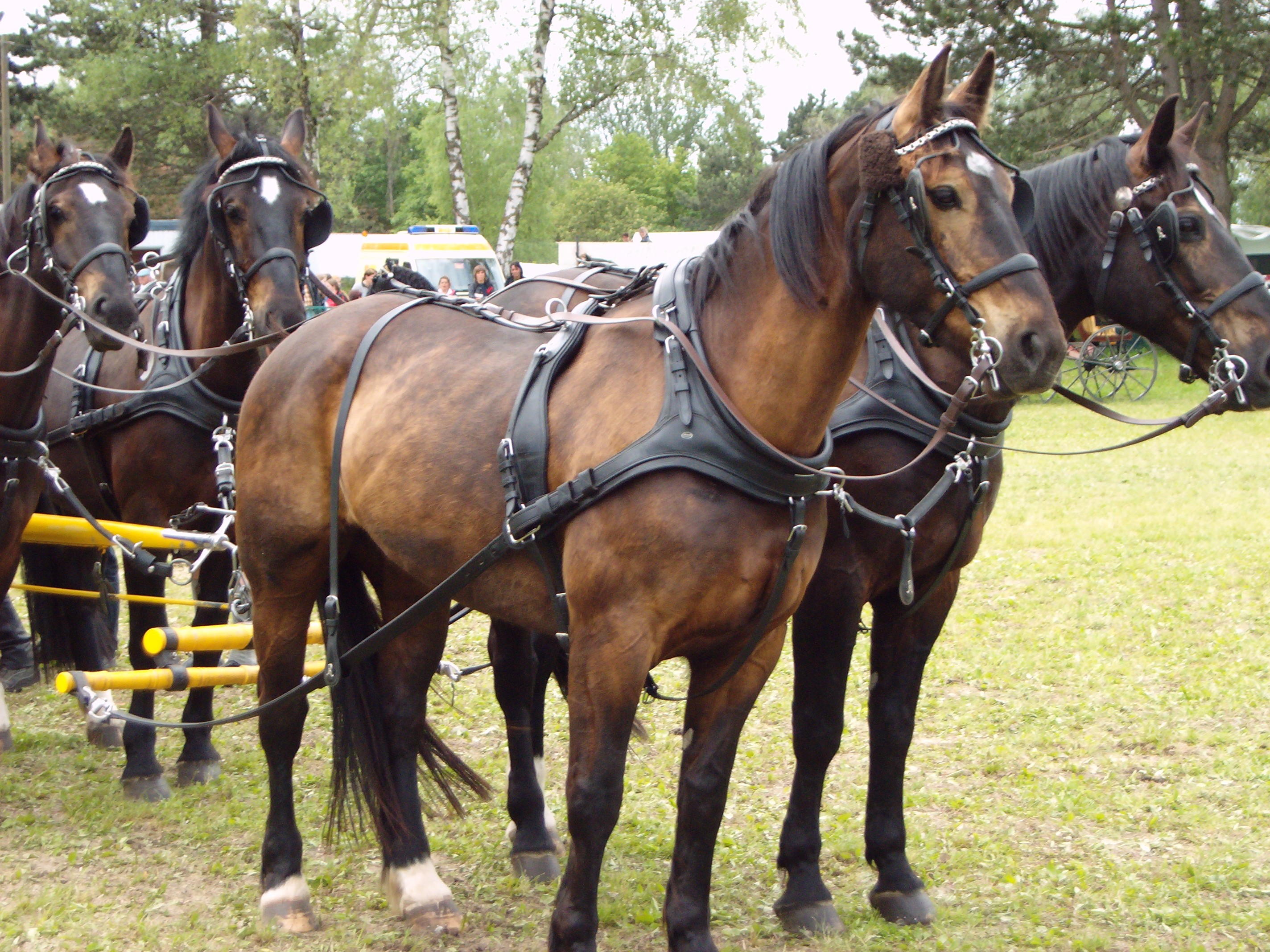
Шорки виносних коней у запрягу цугом.

Шорка (нагрудна шлейка) — елемент упряжі, що використовується замість хомута при транспортуванні легких вантажів. Шорка легша і дешевша у виготовленні, ніж хомут, але має ряд недоліків: під час роботи вона дуже стискує плечолопаткові суглоби, шию, грудну клітку, через що в коня порушуються кровообіг, дихання, нормальний рух, виникають намулення. Тому її краще використовувати в запрягах, де тяглове зусілля не перевищує 7-8 % від маси коня. Деякі шорки можна регулювати за розміром коней.
Шорка складається з нагрудного та нашийного ременів з підкладками, з'єднаними з собою двома кільцями, двох кутових (підтримувальних) ременів, горти. Тягове зусилля від шорки до повозу передається через посторонки.
Шорку з пітримувальними ременями (наритниками) також називають шорами (не плутати з шорами-наочниками).